# Религия в Абхазии

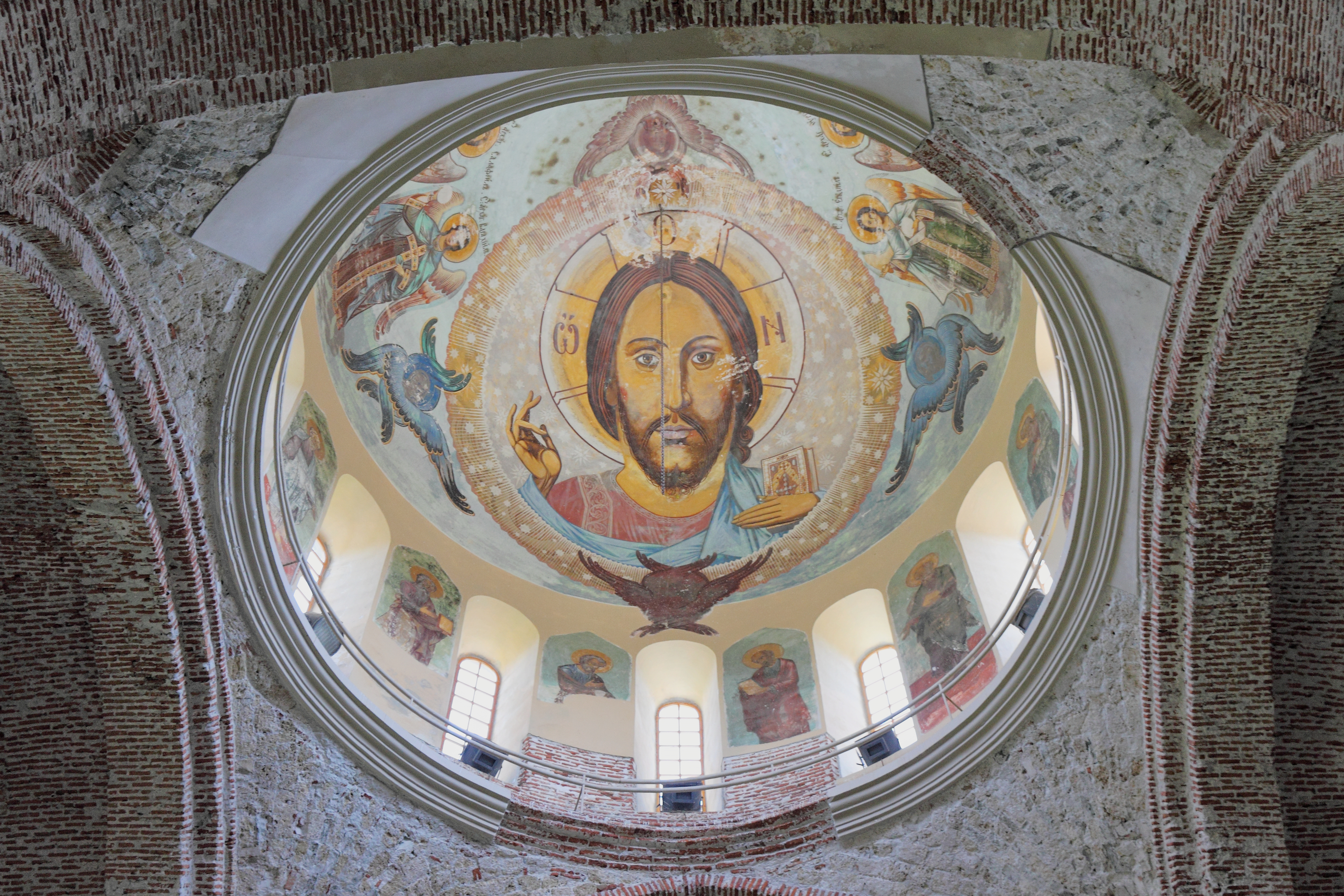
Патриарший собор в Пицунде

Большинство населения Абхазии составляют христиане. Согласно опросам, распределение конфессий в 2003 году было следующим.
- 60 % — христиане
- 16 % — мусульмане
- 3 % — приверженцы абхазской религии
- 5 % — язычники
- 8 % — атеисты и неверующие
- 2 % — прочие конфессии
- 6 % затруднились ответить

## «Абхазская религия»
Согласно исследованиям, проведенным Институтом востоковедения РАН в 1994—1998 годах, по существу большинство абхазов исповедуют свою традиционную религию, даже если формально считают себя христианами или мусульманами. Это проявляется во всех сферах жизни абхазов.
Значительная часть опрошенных жителей Абхазии, причисляющих себя к христианам, не признают Иисуса Христа как Сына Божия, не посещают христианские храмы, не причащаются и не соблюдают постов. Абхазы, относящие себя к мусульманам, едят свинину, пьют вино, не делают обрезания (считая такой поступок недостойным мужчины) и не посещают Мекку. Судя по опросам, практически никто не читает Евангелие или Коран. Все религиозные праздники — христианские, мусульманские и традиционные — отмечаются совместно представителями разных религий и сводятся к общему застолью.
Адепты абхазской традиционной религии утверждают, что верят в Единого Бога — Творца всего сущего (Анцва), невидимого и вездесущего. По мнению некоторых краеведов, абхазская религия — «уникальный» пример изначального монотеизма, якобы «древнейшей религии человечества» — реликт, доживший до наших дней. Идеологи современной абхазской религии позиционируют её как пантеистическую, так как Анцва имеет бесконечное множество проявлений на земле (то есть, он сам Природа), он не является только добрым или только злым — он средоточие обоих понятий.
Проведенное Институтом востоковедения РАН осенью 1997 года анкетирование населения Гагрского и Гудаутского районов свидетельствует о сильном влиянии на современных абхазов традиционной дохристианской религии. Так, в ходе опроса 199 человек или 47,4 % из числа 420 абхазов, назвавших себя христианами, признали, что они сами или их родственники имеют традиционные святилища, либо обращались за помощью к таким святилищам. У остальных этот показатель следующий: 163 или 66,5 % из 245 мусульман, 34 или 47,2 % из 72 затруднившихся определить свою религиозную принадлежность, 27 или 37,5 % из 72 неверующих, 12 или 70,6 % из 17 язычников, 6 или 60 % из 10 приверженцев «абхазской веры», и 7 или 43,8 % из 16 атеистов.
Начиная с 1990-х годов абхазская традиционная религия восстанавливает свои позиции. В Абхазии имеется семь святилищ (аныха), совокупность которых называется быжныха («семь святилищ»). К настоящему времени возобновлена деятельность пяти из них, это — Дыдрыпш-ныха, Лашкендар-ныха, Лдзаа-ныха, Лых-ныха и Ылыр-ныха. Шестое святилище Инал-Куба находится в горной долине Псху, населенной ныне русскими. По поводу имени и расположения седьмого святилища нет единого мнения, некоторые называют таковым Бытху — древнее святилище убыхов. Реже в качестве седьмого святилища назывались Лапыр-ныха, Напра-ныха, Геч-ныха и Капба-ныха.
Жрецами — аныха паю (в переводе «сыновья святилища») семи главных абхазских святилищ могут служить только представители определенных абхазских жреческих фамилий: Гочуа (Лдзаа-ныха), Харчлаа (Лашкендар) Чичба (Дыдрыпш-ныха), Шакрыл (Лых-ныха) и Шинкуба (Елыр-ныха).
3 августа 2012 года в Сухуме на учредительном собрании воссоздан Совет жрецов Абхазии..

## Ислам

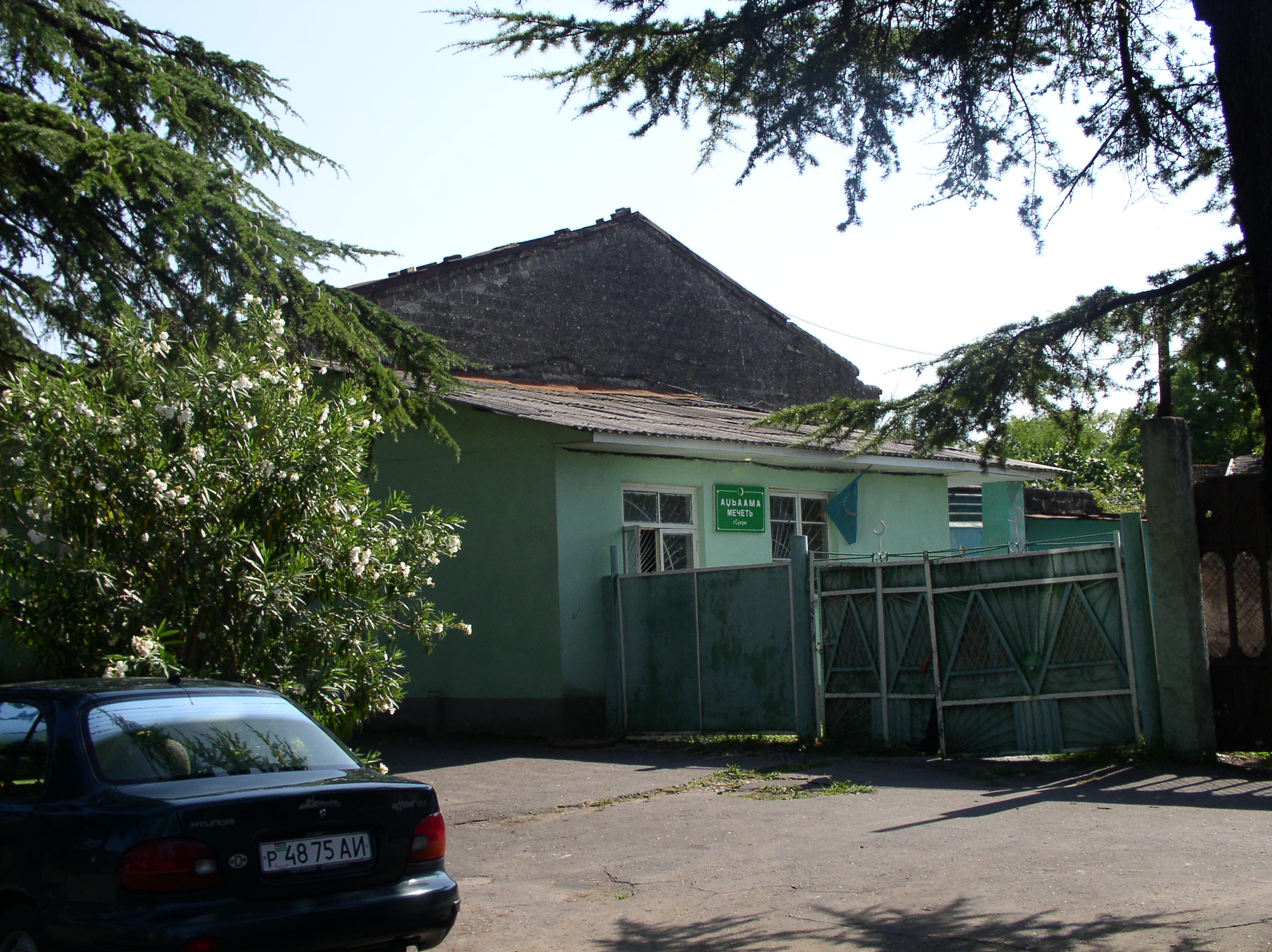
Мечеть в Сухуме

По данным социологического опроса 2003 года, мусульманами считают себя 16 % жителей Абхазии. Активными мусульманами назвали себя около 250 участников опроса, 130 из которых проживают в Гагрском и Гудаутском районах.
Действуют две мечети (в Гудауте и Сухуме). Зарубежные абхазские общины в последние годы предпринимают усилия по повышению влияния ислама и репатриации зарубежных абхазов, большинство из которых — мусульмане. В Духовном управлении мусульман Абхазии (ДУМРА) сообщили, что получали жалобы на дискриминацию мусульман при найме на работу, были случаи, когда их необоснованно привлекали к уголовной ответственности, избивали.
Состоявшийся 3 декабря 2011 года IV Съезд мусульман Абхазии избрал председателем Духовного управления мусульман (ДУМ РА) Салиха (Станислава) Кварацхелия.

## Иудаизм

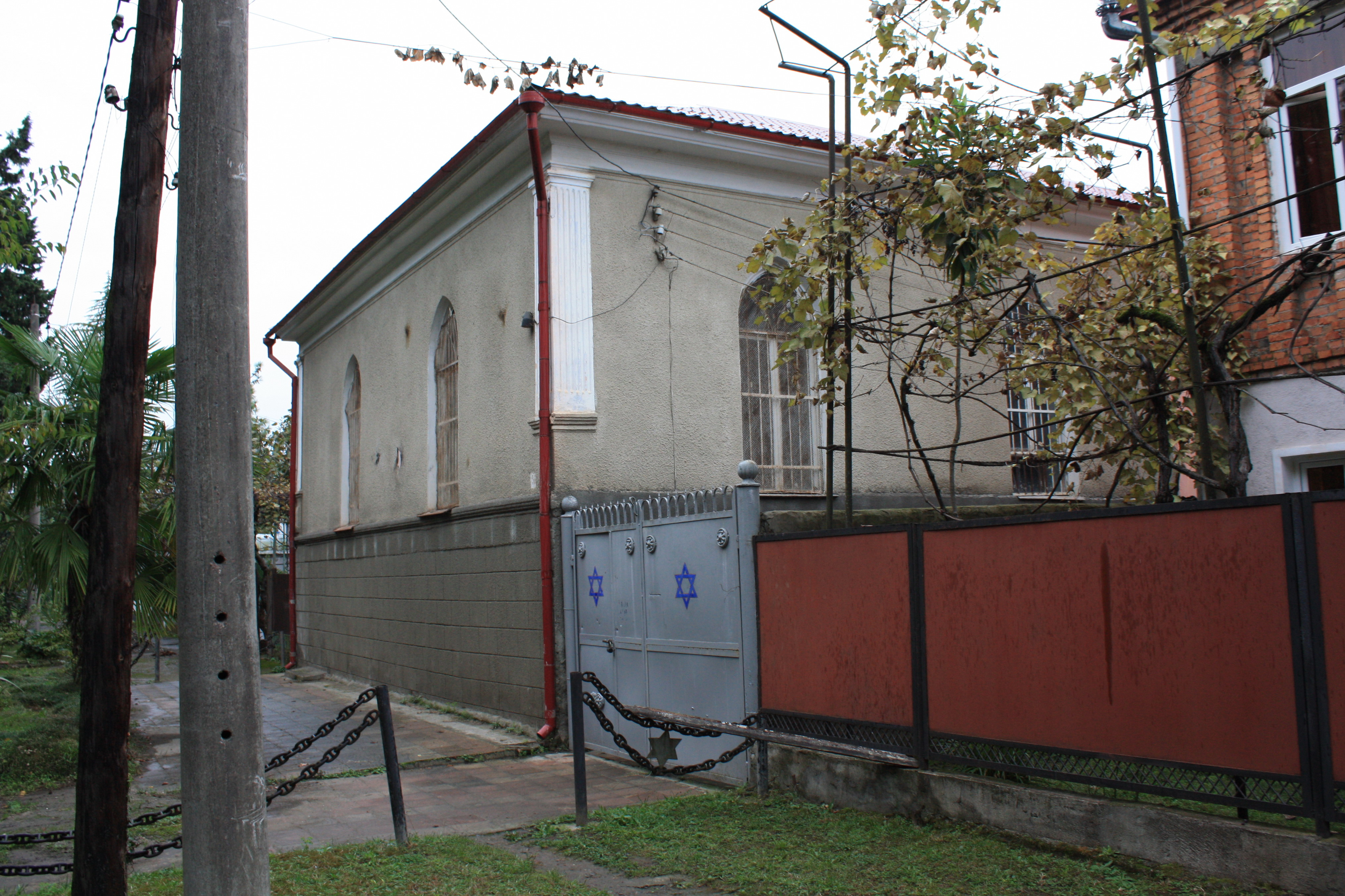
Синагога в Сухуме

Большинство евреев, проживавших в Абхазии до начала Грузино-абхазского конфликта, будучи грузинскими евреями, для которых родным языком был грузинский, были вынуждены покинуть республику, репатриировавшись на свою историческую родину Израиль или переселившись в собственно Грузию. Те евреи, что остались в Абхазии, являются в большинстве своём русскоязычными ашкеназскими евреями.
На 2012 год в Абхазии действовала одна синагога в городе Сухуме (ул. Инал-Ипа, 56). Общая численность евреев в Абхазии составляет порядка 200 человек.

## Христианство

### Православная церковь
В Абхазии сейчас имеются несколько десятков православных храмов. Сухумо-Абхазская епархия ранее была подчинена грузинской православной церкви, но после начала войны фактически вышла из её подчинения и с тех пор существует самостоятельно, провозгласив автокефалию. Представители Грузинской и Русской Церквей квалифицируют действия абхазского священства в целом как неправомочные.

### Католическая церковь
В настоящее время в Сухуме существует небольшая католическая община из 150 человек. Небольшие группы католиков находятся в Гагре и Пицунде. Большинство прихожан составляют армяне и поляки. В Сухуме находится действующая католическая церковь. В Сухуме служит один католический священник из Польши и действует католическая благотворительная организация «Каритас». В настоящее время сухумская католическая община принадлежит Апостольской Администратуре Кавказа.

### Лютеранская церковь
С 2002 года в Сухуме рядом с католическим приходом существует лютеранский приход св. Иоанна (ул. Абазинская 65), состоящий в основном из лиц немецкого происхождения